# Station Bydgoszcz Wschód
Station Bydgoszcz Wschód is een spoorwegstation in de Poolse plaats Bydgoszcz.